# László Dajka
László Dajka Koleszar (nacido el 29 de abril de 1959 en Nyíregyháza, Hungría) es un exfutbolista y entrenador húngaro. Jugaba de delantero y su primer club fue el Budapest Honvéd.

## Carrera
Comenzó su carrera en 1978 jugando para el Budapest Honvéd. Jugó para ese club hasta 1988. En ese año se fue a España para formar parte del plantel de U. D. Las Palmas. Jugó hasta 1990. En ese año se fue a Suiza, en donde jugó para el Yverdon-Sport. Estuvo hasta el año 1992. En ese año regresó a Hungría para jugar en el Kecskeméti TE, donde se retiró en 1993.

## Selección nacional
Fue internacional con la Selección de fútbol de Hungría jugando 22 partidos entre 1980 y 1988.

## Clubes

### Jugador
| Club             | País    | Año       |
| ---------------- | ------- | --------- |
| Budapest Honvéd  | Hungría | 1978-1988 |
| U. D. Las Palmas | España  | 1988-1990 |
| Yverdon-Sport FC | Suiza   | 1990-1992 |
| Kecskeméti TE    | Hungría | 1992-1993 |

### Entrenador
| Club                                      | País    | Año       |
| ----------------------------------------- | ------- | --------- |
| Budapesti VSC (2.º entrenador)            | Hungría | 1993-1994 |
| Kecskeméti TE                             | Hungría | 1994-1995 |
| Budapesti VSC                             | Hungría | 1996-1997 |
| Szombathelyi Haladás                      | Hungría | 1998-1999 |
| BKV Előre SC                              | Hungría | 1999-2001 |
| Békéscsabai Előre FC                      | Hungría | 2001      |
| Selección húngara (2.º entrenador)        | Hungría | 2001-2003 |
| Debreceni VSC                             | Hungría | 2002      |
| FC Sopron                                 | Hungría | 2003-2005 |
| Békéscsaba 1912 Előre SE                  | Hungría | 2005      |
| Zalaegerszegi TE                          | Hungría | 2005-2006 |
| FC Dabas                                  | Hungría | 2007-2008 |
| FC Tatabánya                              | Hungría | 2008-2009 |
| Soroksár SC                               | Hungría | 2009-2010 |
| Puskás Akadémia Sub-18                    | Hungría | 2011-2012 |
| Békéscsaba 1912 Előre SE                  | Hungría | 2012-2013 |
| Selección húngara Sub-21 (2.º entrenador) | Hungría | 2014      |
| Budafoki MTE                              | Hungría | 2015      |
| FC Dabas                                  | Hungría | 2016      |
| Nyíregyháza S. FC                         | Hungría | 2017      |
| Kisvárda FC                               | Hungría | 2018-2019 |